# NGC 2330
NGC 2330 è una piccola galassia ellittica situata nella costellazione della Lince, a una distanza di circa 236 milioni di anni luce dalla nostra Via Lattea.

## Scoperta
La galassia è stata scoperta il 2 gennaio 1851 dall'astronomo irlandese Bindon Stoney.

## Descrizione
Seligman ritiene alquanto incerta la tradizionale identificazione di NGC 2330 con IC 457.